# John Frink
Pour le personnage de la série des Simpson, voir Professeur Frink.
Pour les articles homonymes, voir Frink.
John Frink, né le 5 mai 1964 à Whitesboro (New York), est un producteur de télévision et scénariste américain.
Diplôme de l'Emerson College de Boston, Massachusetts, Frink possède un diplôme d'écriture créative et commença sa carrière comme scénariste de plusieurs sitcoms éphémères. Il rejoint finalement l'équipe de production des Simpson en 2000, réalisant de nombreux épisodes et participant notamment à l'écriture du scénario du film.
Par coïncidence, il porte le même nom qu'un personnage des Simpson.

## Filmographie

### Scénariste

#### PourLes Simpson
| Année | Titre                                              | Titre original                                     | Saison | Épisode | Scénariste          |
| ----- | -------------------------------------------------- | -------------------------------------------------- | ------ | ------- | ------------------- |
| 2000  | Simpson Horror Show XI - Scary Tales Can Come True | Treehouse of Horror XI - Scary Tales Can Come True | 12     | 1       | Matthew Nastuk      |
| 2000  | Une fille de clown                                 | Insane Clown Poppy                                 | 12     | 3       | Bob Anderson        |
| 2001  | La Brute et les Surdoués                           | Bye Bye Nerdie                                     | 12     | 16      | Lauren MacMullan    |
| 2001  | Histoires de clochard                              | Simpsons Tall Tales                                | 12     | 21      | Bob Anderson        |
| 2001  | Simpson Horror Show XII                            | Treehouse of Horror XII                            | 13     | 1       | Jim Reardon         |
| 2002  | La Passion selon Bart                              | The Bart Wants What It Wants                       | 13     | 11      | Michael Polcino     |
| 2002  | Qui veut tuer Homer ?                              | The Great Louse Detective                          | 14     | 6       | Steven Dean Moore   |
| 2003  | Le Chien-chien à son Homer                         | Old Yeller-Belly                                   | 14     | 19      | Bob Anderson        |
| 2004  | Fugue pour menottes à quatre mains                 | The Wandering Juvie                                | 15     | 16      | Lauren MacMullan    |
| 2004  | Le Drapeau... potin de Bart                        | Bart-Mangled Banner                                | 15     | 21      | Steven Dean Moore   |
| 2005  | Voyage au bout de la peur                          | The Girl Who Slept Too Little                      | 17     | 2       | Raymond S. Persi    |
| 2005  | Vendetta                                           | The Italian Bob                                    | 17     | 8       | Mark Kirkland       |
| 2007  | Petit Papa Noël super flic                         | Stop, or My Dog Will Shoot                         | 18     | 20      | Matthew Faughnan    |
| 2008  | Tout sur Lisa                                      | All About Lisa                                     | 19     | 20      | Steven Dean Moore   |
| 2008  | Fiston perdu                                       | Lost Verizon                                       | 20     | 2       | Raymond S. Persi    |
| 2009  | Mini Minette Maya Moe                              | Eeny Teeny Maya Moe                                | 20     | 16      | Nancy Kruse         |
| 2010  | Baiser volé                                        | Stealing First Base                                | 21     | 15      | Steven Dean Moore   |
| 2010  | Mon voisin le Bob                                  | The Bob Next Door                                  | 21     | 22      | Nancy Kruse         |
| 2011  | Papa furax : le film                               | Angry Dad The Movie                                | 22     | 14      | Matthew Nastuk      |
| 2011  | 500 clés                                           | 500 Keys                                           | 22     | 21      | Bob Anderson        |
| 2012  | Politiquement inepte                               | Politically Inept, with Homer Simpson              | 23     | 10      | Mark Kirkland       |
| 2013  | Au beurre noir                                     | Black Eyed, Please                                 | 24     | 15      | Matthew Schofield   |
| 2014  | Bart fait des bébés                                | What to Expect When Bart's Expecting               | 25     | 19      | Matthew Nastuk      |
| 2015  | Le Nouveau Duffman                                 | Waiting for Duffman                                | 26     | 17      | Steven Dean Moore   |
| 2015  | Maman Bulldozer                                    | Peeping Mom                                        | 26     | 18      | Mark Kirkland       |
| 2016  | L'amour est dans le N2-O2-Ar-CO2-Ne-He-CH4         | Love Is in the N2-O2-Ar-CO2-Ne-He-CH4              | 27     | 13      | Mark Kirkland       |
| 2016  | Simprovise                                         | Simprovised                                        | 27     | 21      | Matthew Nastuk      |
| 2017  | Simpson Horror Show XXVIII                         | Treehouse of Horror XXVIII                         | 29     | 4       | Timothy Bailey      |
| 2017  | Porté disparu                                      | Gone Boy                                           | 29     | 9       | Rob Oliver          |
| 2018  | Un gaucher gauche                                  | Left Behind                                        | 29     | 19      | Lance Kramer        |
| 2018  | C'est la trentième saison !                        | 'Tis the 30th Season                               | 30     | 10      | Lance Kramer        |
| 2019  | Vise haut ou vise Homer                            | Go Big or Go Homer                                 | 31     | 2       | Matthew Faughnan    |
| 2019  | Bobby, il fait froid dehors                        | Bobby, It's Cold Outside                           | 31     | 10      | Steven Dean Moore   |
| 2020  | Sept Bières de réflexion                           | The 7 Beer Itch                                    | 32     | 5       | Michael Polcino     |
| 2021  | Simpson Horror Show XXXII                          | Treehouse of Horror XXXII                          | 33     | 3       | Matthew Faughnan    |
| 2022  | Seuls et tous pixélisés                            | Pixelated and Afraid                               | 33     | 12      | Chris Clements      |
| 2023  | Sans Bart                                          | Bartless                                           | 34     | 15      | Rob Oliver          |
| 2024  | Jour de crémation                                  | Cremains of the Day                                | 35     | 15      | Gabriel DeFrancesco |

#### Autres
- 1995 : Hope & Gloria (1 épisode)
- 1995 : Pride & Joy (1 épisode)
- 1995-1996 : Can't Hurry Love (3 épisodes)
- 1997 : Men Behaving Badly (2 épisodes)
- 1998 : Les Dessous de Veronica (1 épisode)
- 1998 : The Brian Benben Show (1 épisode)
- 2007 : Les Simpson, le film

### Producteur
- 1997-1998 : Les Dessous de Veronica (3 épisodes)
- 1998-2000 : The Brian Benben Show (5 épisodes)
- 1999-2014 : Les Simpson (232 épisodes)

## Récompenses
John Frink a reçu plusieurs récompenses pour son travail sur 'les Simpson, ainsi que plusieurs nominations.
| Année | Récompense                     | Catégorie                                                         | Série       | Notes                                                                | Resultat   | Ref.  |
| ----- | ------------------------------ | ----------------------------------------------------------------- | ----------- | -------------------------------------------------------------------- | ---------- | ----- |
| 2000  | Primetime Emmy Award           | Outstanding Animated Program (for Programming Less Than One Hour) | Les Simpson | réalisateur                                                          | Lauréat    | [ 1 ] |
| 2001  | Primetime Emmy Award           | Outstanding Animated Program (for Programming Less Than One Hour) | Les Simpson |                                                                      | Lauréat    | [ 1 ] |
| 2002  | Primetime Emmy Award           | Outstanding Animated Program (for Programming Less Than One Hour) | Les Simpson | réalisateur superviseur                                              | Nomination | [ 1 ] |
| 2003  | Primetime Emmy Award           | Outstanding Animated Program (for Programming Less Than One Hour) | Les Simpson | coréalisateur exécutif                                               | Lauréat    | [ 1 ] |
| 2003  | Writers Guild of America Award | Animation                                                         | Les Simpson | pour l'épisode La Passion selon Bart                                 | Nomination | [ 2 ] |
| 2004  | Primetime Emmy Award           | Outstanding Animated Program (for Programming Less Than One Hour) | Les Simpson | coréalisateur exécutif                                               | Nomination | [ 1 ] |
| 2005  | Primetime Emmy Award           | Outstanding Animated Program (for Programming Less Than One Hour) | Les Simpson | coréalisateur exécutif                                               | Nomination | [ 1 ] |
| 2006  | Primetime Emmy Award           | Outstanding Animated Program (for Programming Less Than One Hour) | Les Simpson | coréalisateur exécutif                                               | Lauréat    | [ 1 ] |
| 2006  | Writers Guild of America Award | Animation                                                         | Les Simpson | pour l'épisode Voyage au bout de la peur                             | Nomination | [ 3 ] |
| 2007  | Primetime Emmy Award           | Outstanding Animated Program (for Programming Less Than One Hour) | Les Simpson | coréalisateur exécutif                                               | Nomination | [ 1 ] |
| 2007  | Writers Guild of America Award | Animation                                                         | Les Simpson | pour l'épisode Vendetta                                              | Lauréat    | [ 4 ] |
| 2008  | Primetime Emmy Award           | Outstanding Animated Program (for Programming Less Than One Hour) | Les Simpson | coréalisateur exécutif                                               | Lauréat    | [ 1 ] |
| 2008  | Writers Guild of America Award | Animation                                                         | Les Simpson | pour l'épisode Petit Papa Noël super flic                            | Nomination | [ 5 ] |
| 2009  | Primetime Emmy Award           | Outstanding Animated Program (for Programming Less Than One Hour) | Les Simpson | coréalisateur exécutif                                               | Nomination | [ 1 ] |
| 2009  | Writers Guild of America Award | Comedy series                                                     | Les Simpson | membre de l'équipe de scénaristes                                    | Nomination | [ 6 ] |
| 2010  | Primetime Emmy Award           | Outstanding Animated Program (for Programming Less Than One Hour) | Les Simpson | coréalisateur exécutif                                               | Nomination | [ 1 ] |
| 2010  | Writers Guild of America Award | Animation                                                         | Les Simpson | pour l'épisode Mini Minette Maya Moe                                 | Nomination | [ 7 ] |
| 2010  | Annie Award                    | Writing in a Television Production                                | Les Simpson | pour l'épisode Baiser volé                                           | Nomination | [ 8 ] |
| 2011  | Primetime Emmy Award           | Outstanding Animated Program (for Programming Less Than One Hour) | Les Simpson | réalisateur exécutif et scénariste de l'épisode Papa furax : le film | Nomination | [ 1 ] |